# Acraea necoda
Acraea necoda är en fjärilsart som beskrevs av William Chapman Hewitson 1861. Acraea necoda ingår i släktet Acraea och familjen praktfjärilar. Inga underarter finns listade i Catalogue of Life.

## Bildgalleri

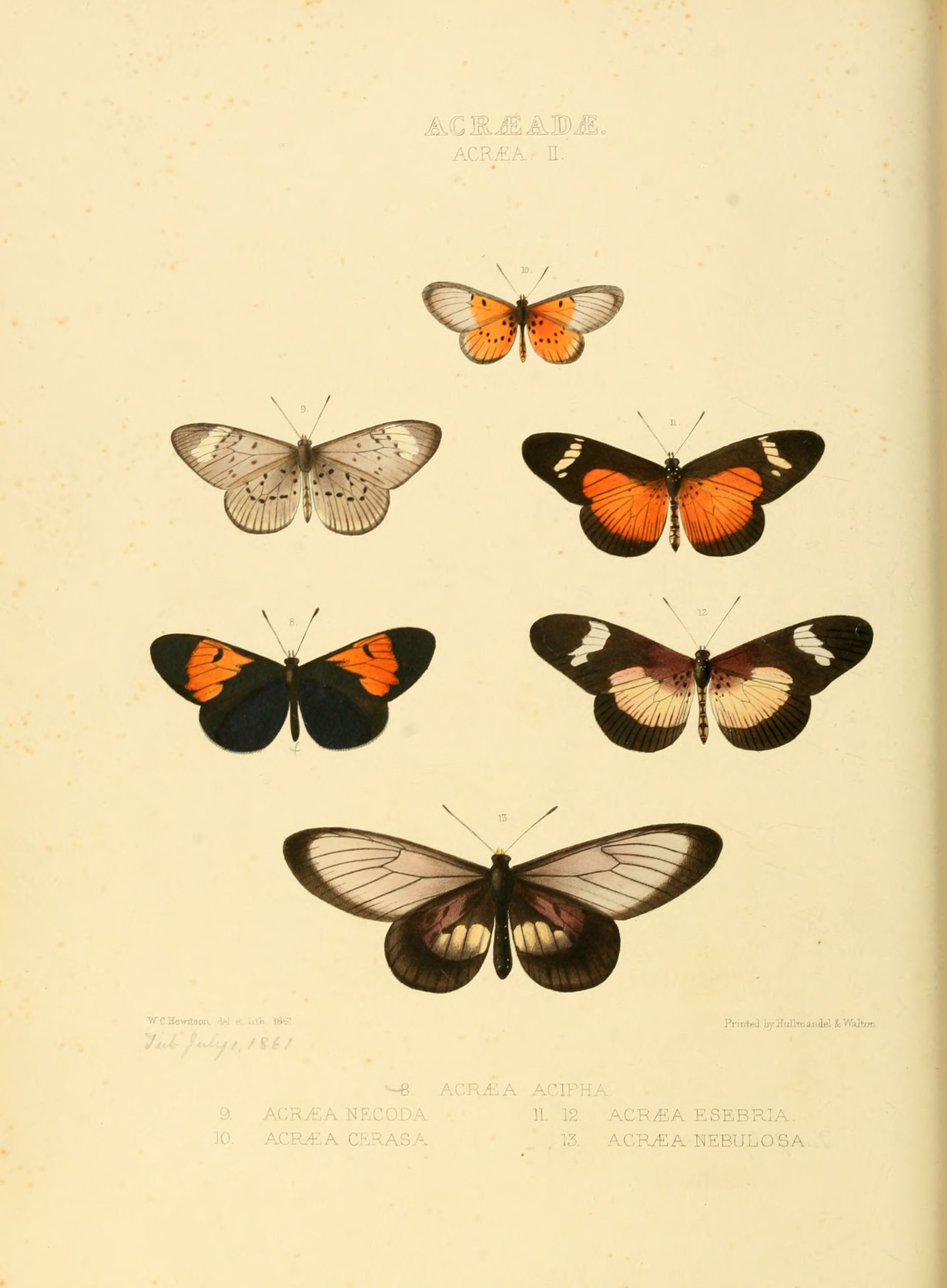